# Волков, Адриан Маркович
Адриа́н Ма́ркович Во́лков (19 [31] августа 1827, с. Чмутово Нижегородской губернии — 1 [13] февраля 1873, Санкт-Петербург) — русский жанровый живописец.

## Биография
С 1841 по 1861 годы Волков учился в Академии художеств.
До 1855 года обучался у профессора Ф. А. Бруни в классе исторической живописи, впоследствии перешел в класс «живописи народных сцен».
В 1852 году получил Малую серебряную медаль, в 1853-м Большую серебряную медаль.
В 1855 и 1857 годах удостоен Малых серебряных медалей.
В 1858 году за картину «Обжорный ряд в Петербурге» вручена Малая золотая медаль Академии.
В 1860 году за картину «Прерванное обручение» удостоен золотой медали имени Виже-Лебрен.
В 1861 году получил звание классного художника за картину «Обжорный ряд в Санкт-Петербурге».
Являлся автором сатирических рисунков в журнале «Искра», издавал в 1871—1893 журнал «Маляр»
Автор первой картины о последней дуэли А. С. Пушкина (художника консультировал секундант поэта К. Данзас). В 1968 году картина была обнаружена в Вологде у инженера Т. А. Рачевой и передана во Всесоюзный музей А. С. Пушкина.